# Савицкий, Николай Петрович
Никола́й Петро́вич Сави́цкий (1867 — 1942) — председатель Черниговской губернской земской управы в 1906—1915 гг., член Государственного совета по выборам.

## Биография
Православный. Из потомственных дворян Черниговской губернии. Землевладелец Кролевецкого уезда (родовое имение в совладении с братом — 620 десятин).
Окончил Петровский Полтавский кадетский корпус (1884) и 3-е военное Александровское училище (1886), откуда был выпущен подпоручиком в Бобруйскую крепостную артиллерию. В 1887 году изучал электрические аппараты на Санкт-Петербургском оружейном заводе. В 1889 году был зачислен в списки Крепостного артиллерийского управления и назначен заведующим лабораторией. В том же году произведен в поручики.
В 1892 году вышел в запас и поселился в своем имении, где посвятил себя общественной деятельности. Избирался гласным Кролевецкого уездного и Черниговского губернского земских собраний (1892—1901), почетным мировым судьей по Кролевецкому уезду (1896—1901). В 1892—1896 годах был земским начальником того же уезда. В 1896—1899 годах состоял кролевецким уездным предводителем дворянства по избранию. В 1899 году был назначен Речицким уездным предводителем дворянства, а в 1903 году — переведен на ту же должность в Гомельский уезд. В 1906 году был уволен от последней должности по прошению.
11 декабря 1906 года избран председателем Черниговской губернской земской управы, в каковой должности пробыл три трехлетия, до избрания в Государственный совет. С 1908 года состоял также членом Совета по делам местного хозяйства при МВД. В 1911 году был произведен в действительные статские советники за отличие по службе. Был председателем гомельского уездного и членом черниговского губернского комитетов «Союза 17 октября».
1 сентября 1915 года избран членом Государственного совета от Черниговского земства на место графа В. А. Мусина-Пушкина. Входил в группу центра. Состоял членом экономической и по делам торговли и промышленности комиссий. С 1915 года состоял также чиновником особых поручений Переселенческого управления Министерства земледелия, уполномоченным того же министерства по закупке продовольствия для нужд армии, а также уполномоченным председателя Особого совещания для обсуждения и объединения мероприятий по продовольственному делу в Черниговской губернии. 27 февраля 1916 года был избран от Государственного совета членом-заместителем этого совещания.
После Февральской революции 24 марта 1917 года назначен главноначальствующим города Архангельска и Беломорского водного района. С 13 мая по 28 июня 1918 года был черниговским губернским старостой. Затем входил в Русский совет при генерале Врангеле.
В эмиграции в Чехословакии, жил в Праге. В 1926 году был делегатом от Чехословакии на Российском зарубежном съезде.
Умер в 1941 году в Праге. Похоронен на Ольшанском кладбище.

## Семья
Был женат на Ульяне Андреевне Ходот (1866—1944). Их дети:
- Пётр (1895—1968), экономист-географ, евразиец, жил в Праге, похоронен на Ольшанском кладбище вместе с отцом.
- Георгий (1898—1972), в эмиграции в Чехословакии, затем в США.
- Анна (1900—1984), была замужем за Н. П. Кренке (1892—1933), похоронена на Новодевичьем кладбище вместе с мужем.

## Награды
- Орден Святой Анны 2-й ст. (1902)
- Орден Святого Владимира 4-й ст. (1909)
- Орден Святого Владимира 3-й ст. (1916)
- медаль «За труды по первой всеобщей переписи населения»